# Lidická (Brno)
Lidická je ulice nacházející se v centru Brna. Je součástí městské čtvrti Veveří přináležící k městské části Brno-střed. Ulice spojuje severní část historického centra města v prostoru Moravského náměstí se čtvrtí Královo Pole. Tvoří východní hranici čtvrtě Veveří a její severní část prochází okolo parku Lužánky.

## Pojmenování
Ulice byla založena v 15. století za městskými hradbami a byla známa jako platea Nova či Newgasse. Od 18. století byla pojmenována jako Grosse Neugasse, tedy Velká Nová. Od roku 1867 byla ulice známa jako Neugasse, česky Nová. Na konci roku 1915 byla na počest rakousko-uherského polního maršála a velitele generálního štábu Franze Conrada von Hötzendorf přejmenována na Conrad-von-Hötzendorf-Strasse. V meziválečném období se pak znovu označovala jako Nová či Neugasse. Po usmrcení zastupujícího říšského protektora Protektorátu Čechy a Morava Reinharda Heydricha, byla 26. června přejmenována na Reinhard-Heydrich-Strasse, tedy třídu Reinharda Heydricha. Po konci války krátce znovu nesla název Nová. Jako Lidická byla pojmenována v roce 1946 na počest vyhlazené obce Lidice.

## Významné budovy a instituce
- Berglův palác
- Městské divadlo Brno
- Středisko volného času Lužánky

## Galerie

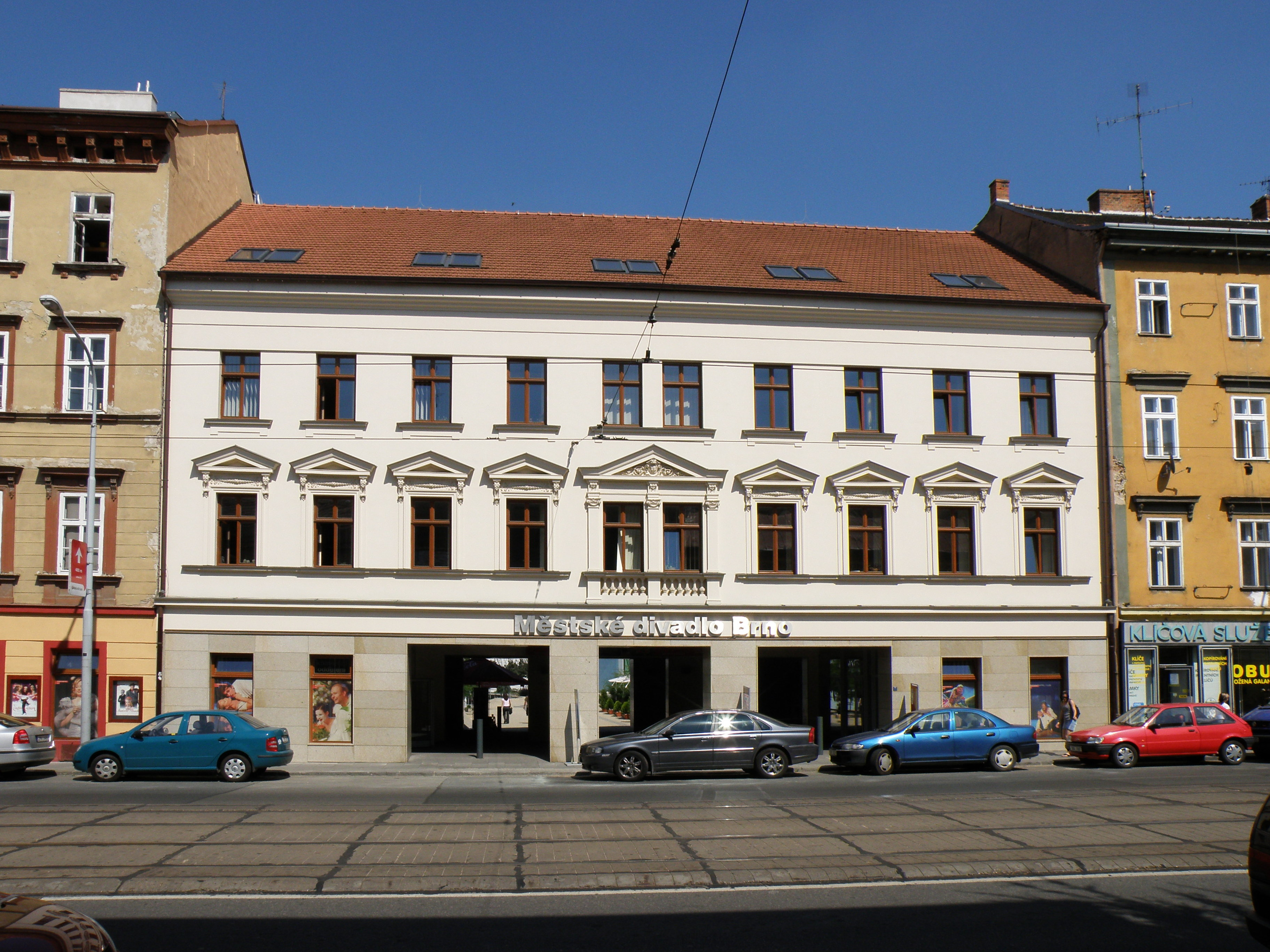
Městské divadlo Brno
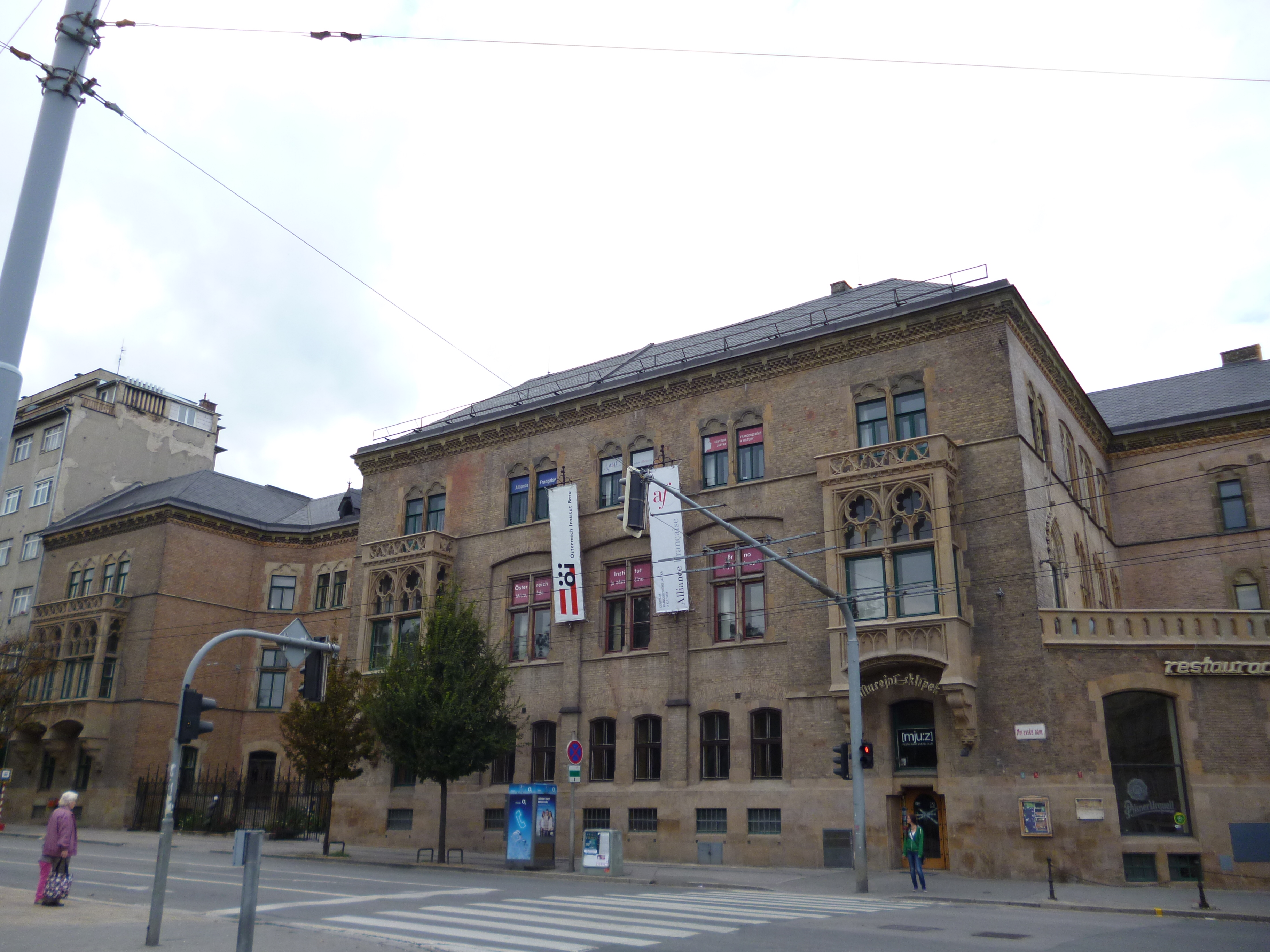
Berglův palác na rohu Lidické a Moravského náměstí
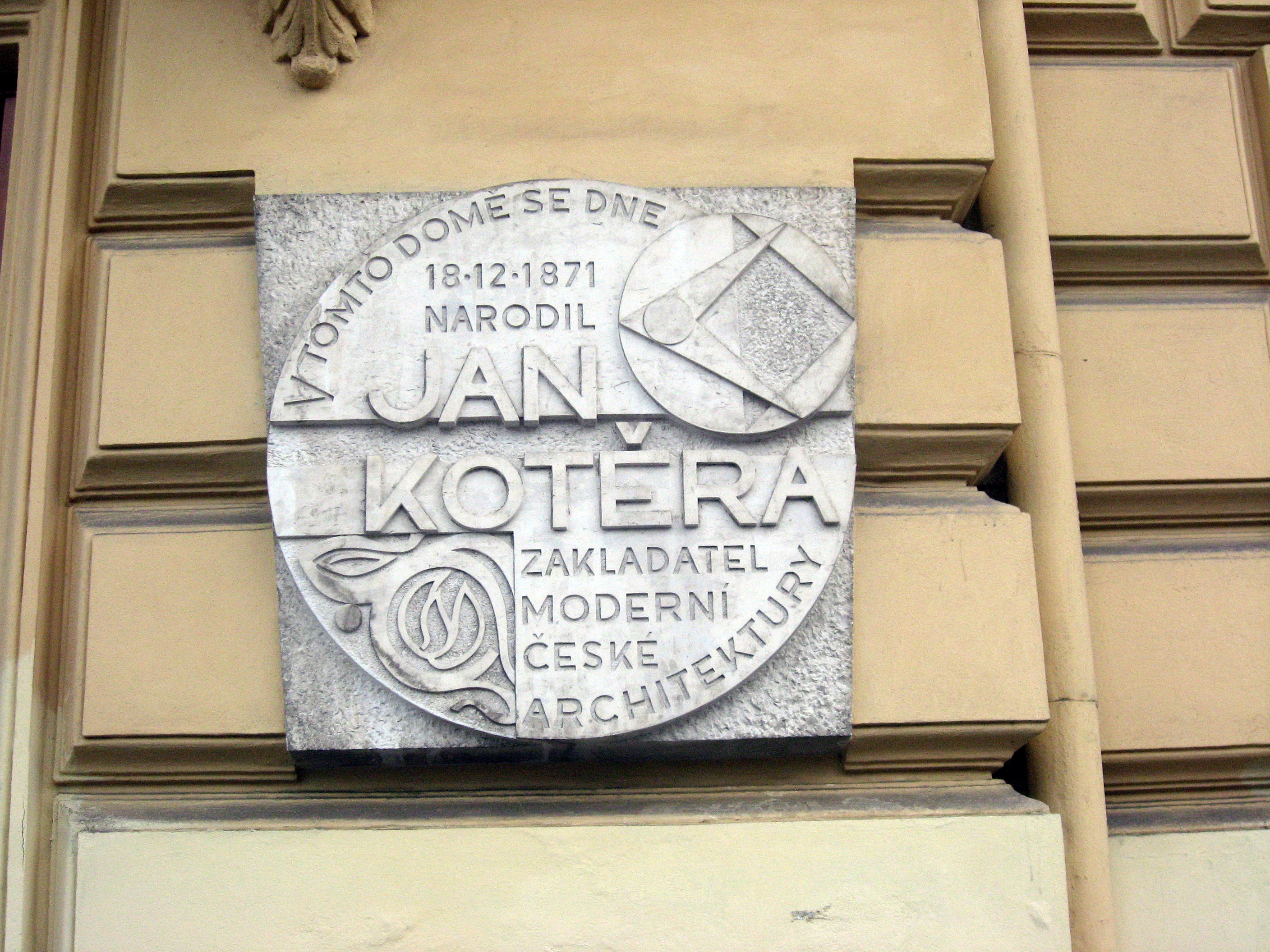
Pamětní deska Jana Kotěry
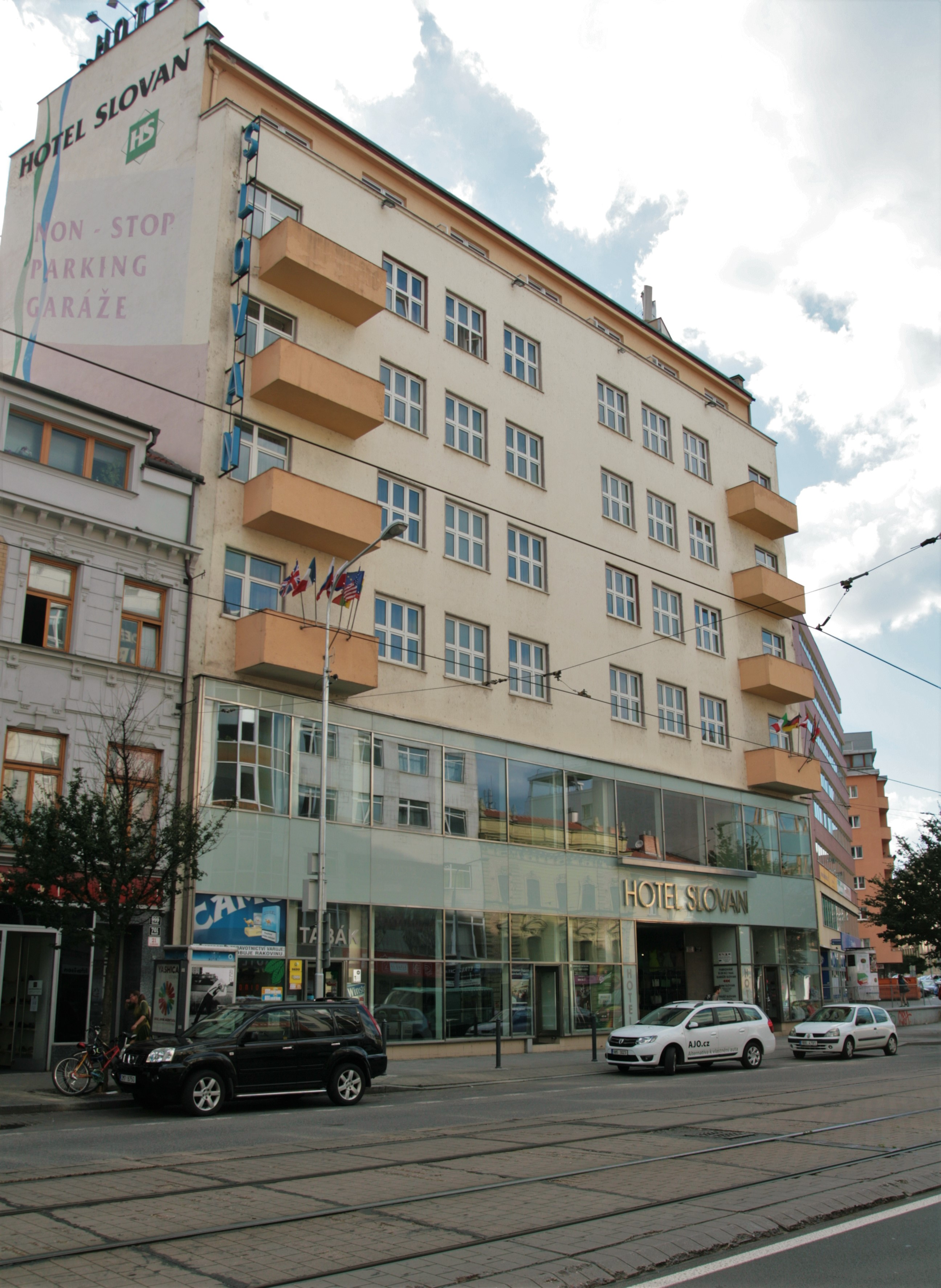
Hotel Slovan
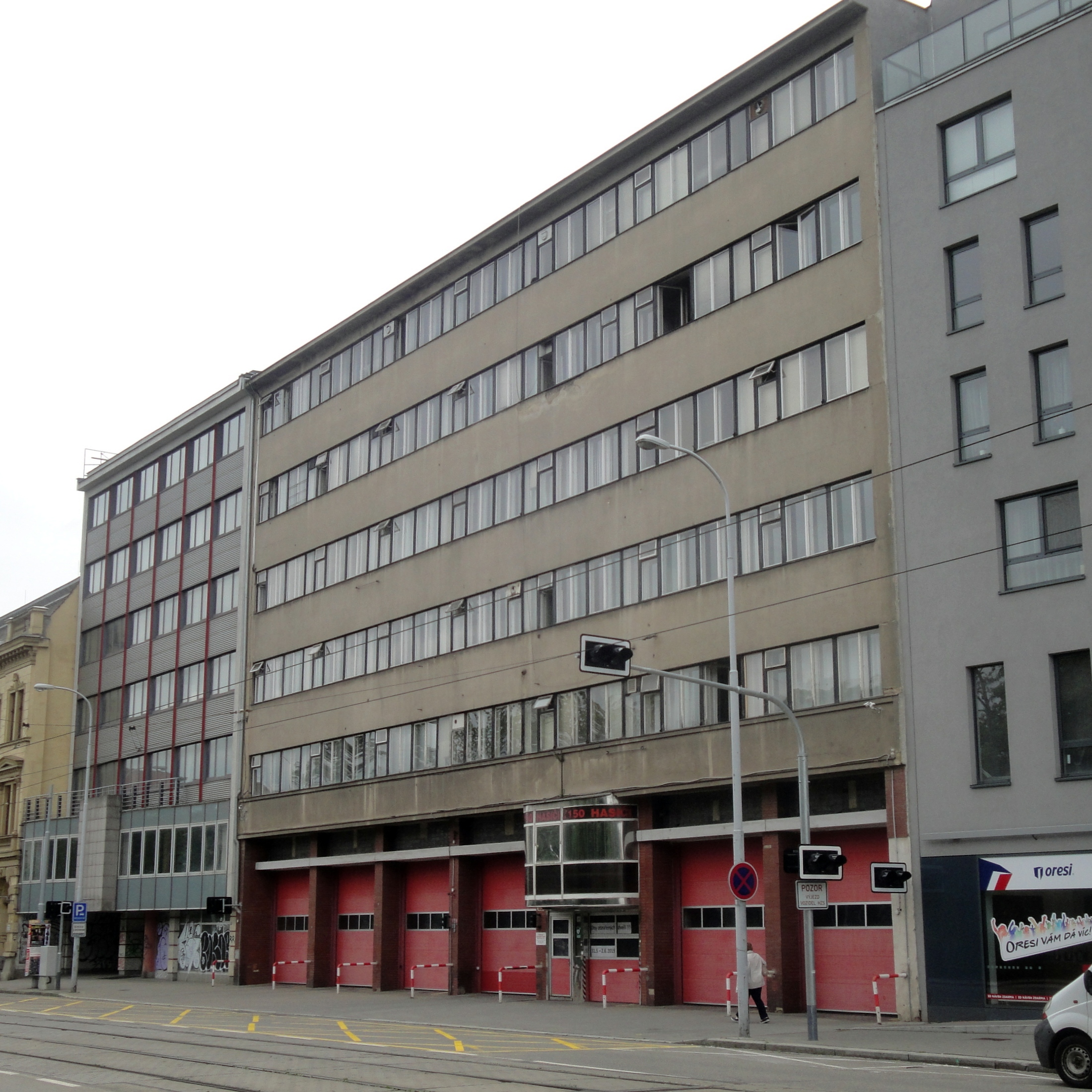
Hasičská stanice
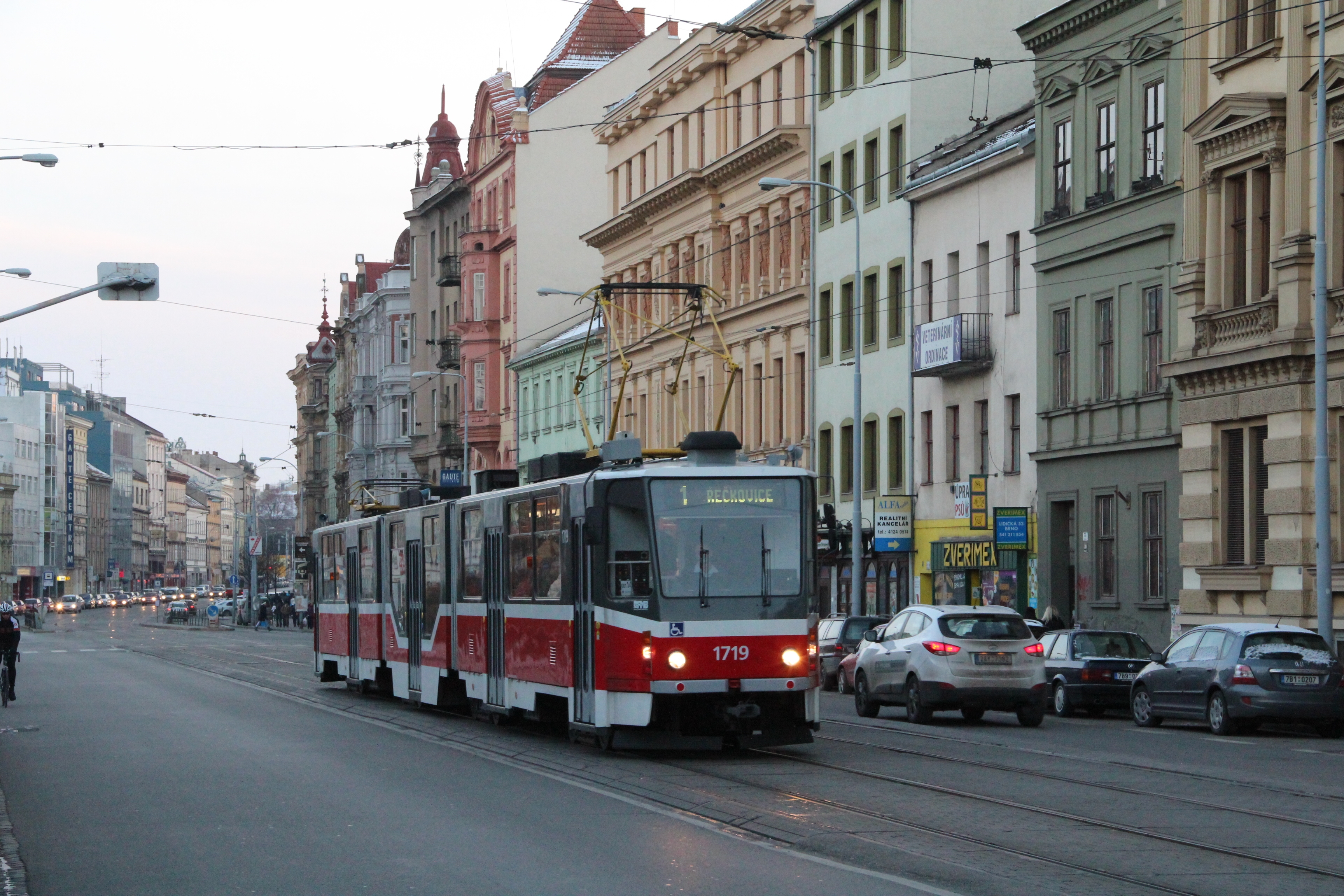
Tramvaj projíždějící po Lidické
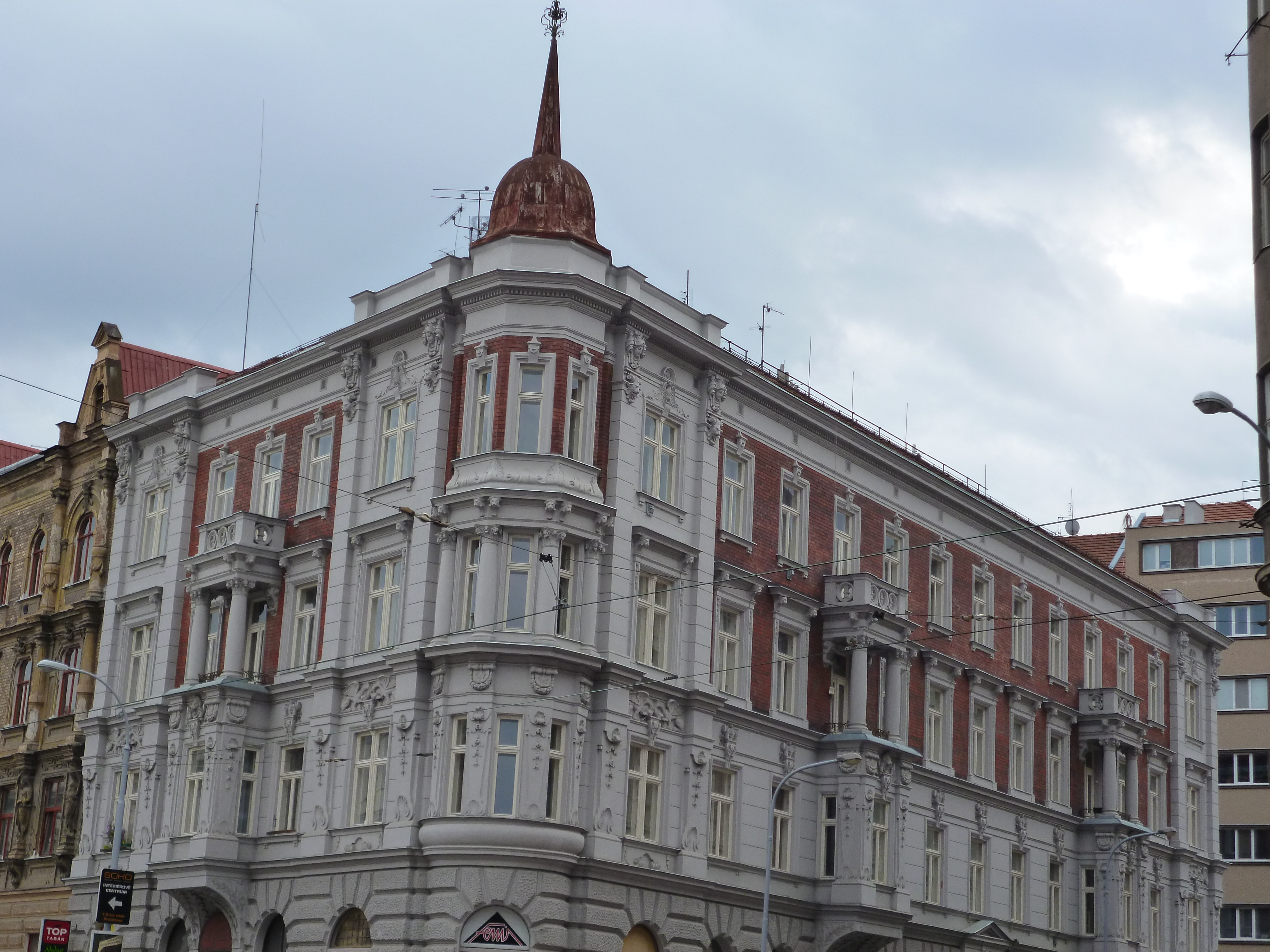
Činžovní dům na rohu ulic Lidická a Smetanova